# مخيم كويلان
مخيم كويلان، هو إحدى مخيمات اللاجئين السوريين في إقليم كردستان العراق، بمحافظة دهوك، ويبعد 80 كم عن مدينة دهوك و50 كم عن مدينة أربيل، يقطنه الكرد السوريين و بعض العائلات العربية.

## السكان
- يبلغ عدد السكان حوالي 8500 نسمة، وحوالي 1700 أسرة.[2]

- يعتبر من أفضل المخيمات في إقليم كردستان، حيث تتوفر فيه خدمات الكهرباء والمياه التي تعمل على الطاقة الشمسية، والخدمات الصحية والنظافة.

- غالبية الأبنية في المخيم معمورة وليست من الخيام.

- يضم مركز شرطة، ومركز أمني، ويدار المخيم من قبل الإدارة في قلعة المخيم.[3]